# Arden (Delaware)
|  | Dieser Artikel wurde aufgrund von inhaltlichen Mängeln auf der Qualitätssicherungsseite des Projektes USA eingetragen. Hilf mit, die Qualität dieses Artikels auf ein akzeptables Niveau zu bringen, und beteilige dich an der Diskussion! Eine nähere Beschreibung der zu behebenden Mängel fehlt. |

Arden ist ein US-amerikanischer Ort im New Castle County im US-Bundesstaat Delaware. Das U.S. Census Bureau hat bei der Volkszählung 2020 eine Einwohnerzahl von 430 ermittelt.
Der Ort liegt bei den  geographischen Koordinaten 39,81° Nord, 75,49° West. Das Ortsgebiet hat eine Größe von 0,7 km².

## Geschichte
Arden wurde im Jahr 1900 vom Architekten Will Price und dem Künstler Frank Stephens gegründet.